# EICAR-Test-File
EICAR (или EICAR-Test-File — от European Institute for Computer Antivirus Research) — стандартный файл, применяемый для проверки, работает ли антивирус. По сути вирусом не является; будучи запущенным как COM-файл DOS, всего лишь выводит текстовое сообщение и возвращает управление DOS. Программа работает в средах, поддерживающих выполнение 16-битного ПО для DOS, таких как MS-DOS, OS/2, Windows 9x и 32-битные Windows NT. Под 64-битными версиями Windows файл не запускается.
Хотя COM-файлы в общем случае являются двоичными, EICAR содержит только символы ASCII. Поэтому любой пользователь может убедиться в работоспособности своего антивируса, набрав в текстовом редакторе (например, в Блокноте) тестовую строку длиной 68 байт и сохранив её с расширением .EXE или .COM. Символы CR/LF, которые редактор может добавить в конец файла, не влияют на работу EICAR. Обычно, если резидентный монитор антивируса включен, уже после нажатия кнопки «Сохранить» выводится предупреждение.

## Реакция антивирусов
Антивирус, обнаруживший объект длиной 68…128 байтов, состоящий из данной строки и пустых символов в конце (TAB=09, LF=0A, CR=0D, конец файла=1A, пробел=20), должен поступить в точности так же, как и при обнаружении реального вируса. Поэтому о том, что тревога учебная, антивирус обычно сообщает в названии вируса:
- EICAR Test-NOT virus!!! (avast!),
- EICAR-Test-File (Антивирус Касперского),
- EICAR Test File (Not a Virus!) (Doctor Web),
- Marker.Dos.EICAR-Test-File.dyb (NANO Антивирус),
- EICAR-AV-Test (Sophos),
- EICAR_Test_File (RAV),
- Eicar_test_file (Trend Micro),
- Eicar-Test-Signature (Avira AntiVir),
- EICAR_Test_File (FRISK),
- EICAR_Test (+356) (Grisoft),
- Eicar-Test-Signature (ClamAV),
- Eicar.Mod (Panda Cloud Antivirus),
- VIRUS:DOS/EICAR_Test_File (Microsoft Security Essentials, Защитник Windows).
- Eicar тест файл (NOD32)
- Teststring.Eicar (Comodo Internet Security, Comodo AntiVirus)
- EICAR_test_file (Virus) (Outpost Security Suite)

Если объект длиннее 128 байтов, или строка где-то в середине, антивирус его пропускает. Потому вы можете спокойно смотреть данную страницу, несмотря на тело «вируса» в ней.
Крайне редко встречаются антивирусы, которые не реагируют на этот тест.

## Для чего предназначен
Разумеется, EICAR не проверяет, насколько оперативно разработчики реагируют на вирусы и насколько качественно излечиваются заражённые файлы — для этого нужен «зоопарк» свежих вирусов. Его задача другая: продемонстрировать работоспособность антивирусной системы и указать, какие объекты проверяются антивирусом, а какие — нет. Например:
- Есть подозрение, что компьютер заражён. Действует резидентный монитор, или вирус сумел его отключить?
- Обычный почтовый червь наподобие VBS.LoveLetter должен для заражения пройти несколько стадий: прийти на почтовый сервер по протоколу SMTP; загрузиться на компьютер по протоколу POP3; записаться в базу почтового клиента; по команде пользователя распаковаться во временный файл и запуститься. На какой стадии он будет замечен?
- Существует много способов «протащить» вредоносную программу мимо «глаз» антивируса: закодировать в Base64, вложить в OLE-объект Microsoft Word, в RAR, JPEG, сжать упаковщиком наподобие UPX. Что из этого антивирус распакует?
- Кроме того, антивирусы бывают не только локальные, но и сетевые — проверяющие сетевой трафик; при ошибке конфигурирования они будут либо загружать сервер излишней работой, либо, наоборот, пропускать вредоносные файлы.
- Просто чтобы увидеть реакцию антивируса: так, в старых версиях антивируса Касперского при обнаружении вируса был громкий свиной визг[2].

Для того, чтобы проверить, какова будет реакция антивируса, конечно, можно применить и «живой» вирус — но это «как поджигание урны для проверки пожарной сигнализации». Для этого и был предложен стандартизированный файл, не несущий вредоносной нагрузки.

## COM-файл
```
X5O!P%@AP[4\PZX54(P^)7CC)7}$EICAR-STANDARD-ANTIVIRUS-TEST-FILE!$H+H*
```

Третий байт здесь латинское O, не ноль.
Этот COM-файл при запуске выводит сообщение:
```
EICAR-STANDARD-ANTIVIRUS-TEST-FILE!
```

после чего возвращает управление DOS.

### Устройство файла
Несмотря на длину 68 байт, программа нетривиальна и представляет собой самомодифицирующийся код.
COM-файл загружается по фиксированному адресу 0100.
```
0100: 58       pop ax
```

Это особенность загрузчика COM-файлов, связанная ещё с совместимостью с CP/M — на стеке всегда есть слово 0000, и одной командой retn можно выйти из программы (в префиксе программы по адресу 0 есть код выхода). Таким образом, AX=0000, стек пуст. Здесь и далее числа шестнадцатеричные.
```
0101: 354F21   xor ax, 214Fh
0104: 50       push ax
0105: 254041   and ax, 4140h
```

Теперь AX=0140 (адрес для самомодификации), на стеке 214F.
```
0108: 50       push ax
0109: 5B       pop bx
```

Адрес перекинут в BX: AX=0140, BX=0140, стек 214F.
```
010A: 345C     xor al, 5Ch
010C: 50       push ax
010D: 5A       pop dx
```

Собран адрес строки EICAR: BX=0140, DX=011C, стек 214F.
```
010E: 58       pop ax
010F: 353428   xor ax, 2834h
0112: 50       push ax
0113: 5E       pop si
```

Вытягиваем из стека 214F и получаем константу для расшифровки и номер функции прерывания 21: AX=097B, BX=0140, DX=011C, SI=097B, стек пуст.
```
0114: 2937     sub [bx], si
0116: 43       inc bx
0117: 43       inc bx
0118: 2937     sub [bx], si
```

Расшифровываем две двухбайтовых команды по адресам 0140 и 0142: AX=097B, DX=011C, [0140]=CD 21 CD 20.
```
011A: 7D24     jge 0140
```

Действительно 2A48 ⩾ 097B, и делаем переход на расшифрованные команды по адресу 011C+24 = 0140. Для снижения количества релокаций условные переходы имеют 1-байтовые адреса относительно того IP, который будет после команды.
```
011C:          db 'EICAR-STANDARD-ANTIVIRUS-TEST-FILE!$'
```

Строка для печати по адресу 11C — этот адрес в DX.
```
0140: 482B
0142: 482A
```

Это зашифрованные команды: к сожалению, байты CD и 20 не годятся для тестовой строки. После расшифровки здесь будет…
```
*0140: CD21    int 21
*0142: CD20    int 20
```

Исполняем прерывание 21 функцию 9 (AH=09, DX=адрес) — напечатать строку. Затем прерывание 20 — прервать исполнение программы.